# Adolphe de Lescure

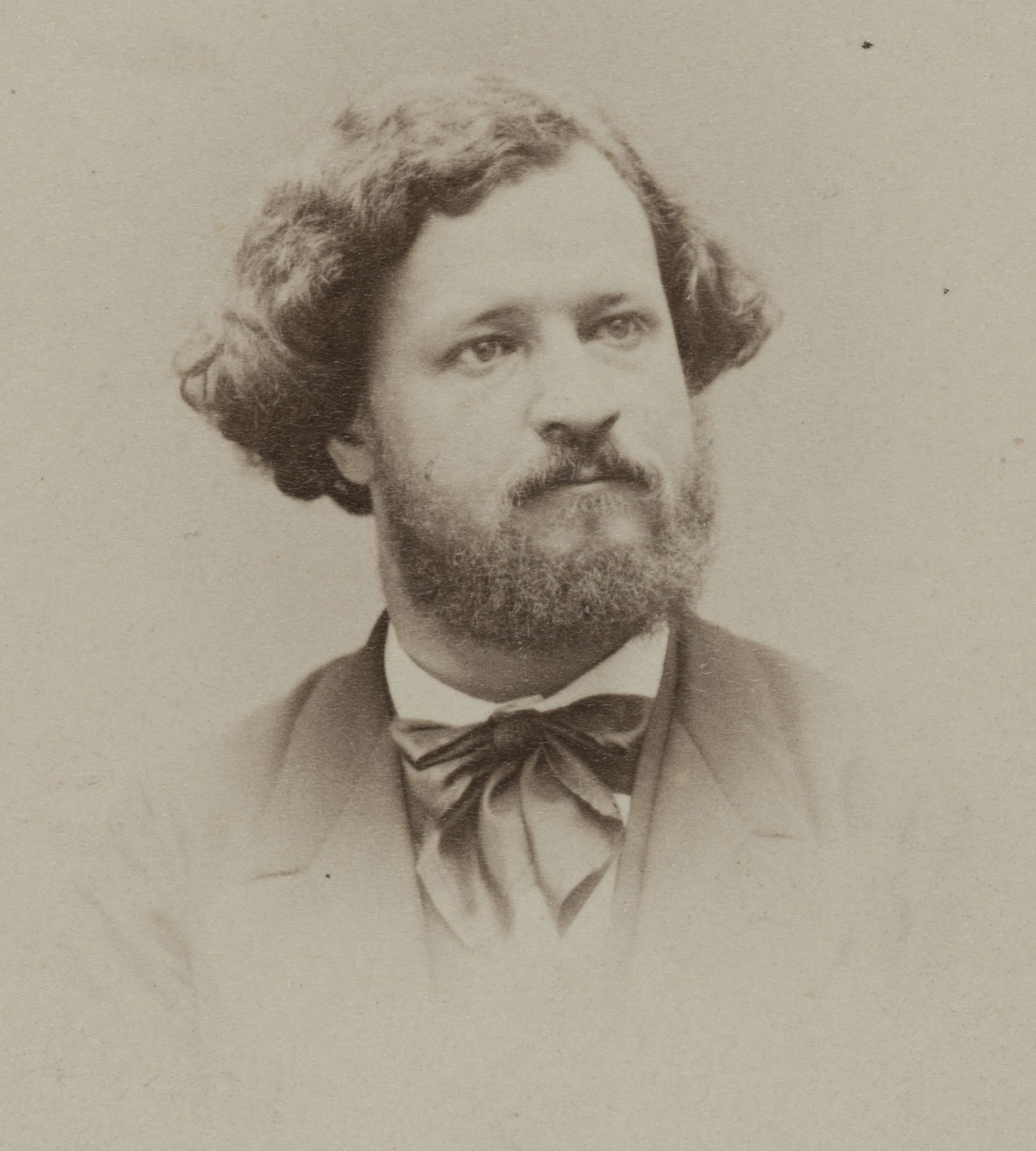
Porträt von Mathieu François Adolphe Mathurin de Lescure (1833–1892), Musée Carnavalet

Mathurin François Adolphe de Lescure (* 22. Oktober 1833 in Bretenoux; † 6. Mai 1892 in Clamart) war ein französischer Historiker, Essayist und Autor von Monografien.

## Leben
Lescure war ein reaktionärer Monarchist, der die Themen des Ancien régime bevorzugte. Er ging nach Paris, um eine Karriere als Schriftsteller zu machen, und debütierte 1858 bei Auguste Poulet-Malassis mit einer neuen Ausgabe der Philippika von La Grange Chancel. 1860 kritisierte er in Eux et elles – histoire d’un scandale satirisch George Sand, Alfred de Musset und Louise Colet, veröffentlichte aber andererseits auch in der royalistischen Gazette de France mehrfach positive Rezensionen zu Werken, die bei Malassis verlegt wurden, wie Baudelaires Les Fleurs du Mal und Les Paradis Artificiels.
Sein Thema fand er schließlich in den französischen Skandalchroniken des 18. Jahrhunderts. Er publizierte zu den Mätressen der Könige Franz I. und Heinrich IV. sowie des Regenten. Die Zusammenarbeit mit Malassis endete, als dieser aufgrund seiner Schulden nach Belgien geflohen war.
1865 trat Lescure als Sekretär in das Kabinett von Eugène Rouher ein, füllte diese Funktion bis 1868 aus und wechselte dann in das Sekretariat des Senats. Seine politisch-administrative Arbeit endete am 4. September 1870, nach dem Rücktritt von Napoleon III. und mit dem Amtsantritt der Regierung der Dritten Republik unter Louis Jules Trochu.
Lescure hatte auch in den fünf Jahren seiner politischen Tätigkeit weiter publiziert, zuletzt über Kardinal Richelieu (1869), und setzte seine schriftstellerische Arbeit auch in der Republik fort, wobei einige seiner historischen Studien und literarischen Schriften so hervorragend sind, dass er mehrfach von der Académie française ausgezeichnet wurde, so 1874 zu seinem Werk über Heinrich IV., 1881 für Les femmes philosophes, 1884 zu seiner Arbeit über den monarchistischen Schriftsteller Antoine de Rivarol (1753–1801), sowie 1880 und 1886 für seine Eloquenz in einer Eloge zu Pierre Carlet de Marivaux bzw. eine „Etüde“ über Beaumarchais.

## Werke
- Eux et elles – histoire d’un scandale, Paris, Poulet Malassis, 1860
- Les maitresses du régent, études d’histoire et de mœurs sur le commencement du XVIIIe siècle, Paris, E. Dentu, 1861
- La Vraie Marie-Antoinette : étude historique, politique et morale, Paris, Librairie parisienne, 1863
- Les confessions de l’abbesse de Chelles, fille du régent, Paris, E. Dentu, 1863
- Le Panthéon révolutionnaire démoli : Portraits historiques et politiques, Paris, Librairie Parisienne, 1864
- Les amours de Henri IV, Librairie de Achille Faure, 1864
- Les amours de François Ier, Librairie de Achille Faure, 1865
- Les autographes et le goût des autographes en France et à l’étranger, Paris, J. Gay, 1865
- Correspondance secrète inédite sur Louis XVI, Marie-Antoinette, la cour et la ville de 1777 à 1792, 2 Bände, Henri Plon, 1866
- Nouveaux mémoires du maréchal duc de Richelieu: 1696–1788, Paris, E.Dentu, 1869
- Marie Stuart, Paris, Paul Ducrocq, 1872
- Souvenirs de la marquise de Caylus, Paris, Alphonse Lemerre, 1873
- Henri IV, 1553–1610, Paris, Paul Ducrocq, 1874 – Grand Prix Gobert der Académie française
- Mémoires sur les journées révolutionnaires et les coups d’état, Paris, Firmin-Didot, 1875
- Mémoires sur la guerre de la Vendée et l’expédition de Quiberon, Paris, Firmin-Didot, 1877
- François Ier, 1494–1547, Paris, Paul Ducrocq, 1878
- Mémoires sur les Comités de salut public, de sureté générale et sur les prisons (1793–1794), Paris, Firmin-Didot, 1878
- Éloge de Marivaux, 1880 – Prix d’éloquence der Académie française
- Le démon des Montchevreuil, Paris, E. Dentu, 1880
- Mémoires sur les assemblées parlementaires de la Révolution, Paris, Firmin-Didot, 1880
- Les femmes philosophes, Paris, E. Dentu, 1881 – Prix Marcelin-Guérin der Académie française
- L’amour sous la terreur, Paris, E. Dentu, 1882
- Les grandes épouses, études morales et portraits d’histoire intime, Paris, Firmin-Didot, 1884
- Rivarol et la société française pendant la Révolution et l’émigration (1753–1801), 1884 – Prix Guizot der Académie française
- Mémoires du Comte de Comminge : le Siège de Calais, Paris, A. Quantin, 1885
- Étude sur Beaumarchais, 1886 – Prix d’éloquence der Académie française
- Bernardin de Saint-Pierre, Paris, Oudin Lecène, 1892
- Châteaubriand, Paris, Hachette, 1892